# کامرون دیاز
کامرون میشل دیاز (انگلیسی: Cameron Michelle Diaz؛ زادهٔ ۳۰ اوت ۱۹۷۲) بازیگر آمریکایی است. او نامزد دریافت چهار جایزهٔ گلدن گلوب و یک جایزهٔ بفتا بوده است. او در سال ۲۰۱۳ دریافت‌کنندهٔ بیشترین دستمزد در میان بازیگران زن هالیوودِ بالای ۴۰ سال بود. تا سال ۲۰۱۸، فیلم‌های دیاز در ایالات متحده بیش از ۳ میلیارد دلار و در جهان بیش از ۷ میلیارد دلار فروش داشته که او را به پنجمین بازیگر زن پرفروش در گیشه داخلی آمریکا بدل می‌کند.
دیاز در سن دیگو به دنیا آمد و در لانگ بیچ، کالیفرنیا بزرگ شد. او هنگام تحصیل در دبیرستان با الیت مدل قرارداد مدلینگ امضا کرد. او فعالیت سینمایی خود را در ۲۱ سالگی با بازی در فیلم ماسک (۱۹۹۴) آغاز کرد. سپس برای نقش مکمل کمدی عاشقانهٔ عروسی بهترین دوست من (۱۹۹۷) انتخاب شد و در فیلم کمدی مری یه جوریه (۱۹۹۸) نقش اصلی را ایفا کرد که باعث گسترش شهرت او شد و برایش نامزدی دریافت جایزهٔ گلدن گلوب را به همراه داشت. پروژه‌های بعدی او (درام ورزشی هر یکشنبه کذایی و فیلم فانتزی جان مالکوویچ بودن هر دو در سال ۱۹۹۹) دیاز را به بازیگری برجسته در نقش‌های دراماتیک تبدیل کردند. نقش‌های اولیهٔ موفق دیاز او را به نماد جذابیت تبدیل و به عنوان یکی از پول‌سازترین بازیگران زن جهان مطرح کردند.
دیاز برای بازی در نقش‌های مکمل درام‌های آسمان وانیلی (۲۰۰۱) و دارودسته‌های نیویورکی (۲۰۰۲) تحسین شد و موفقیت‌های تجاری بیشتر او برای کمدی اکشن فرشتگان چارلی (۲۰۰۰) و دنباله‌اش فرشتگان چارلی: زدن به سیم آخر (۲۰۰۳) و همچنین صداپیشگی شخصیت شاهدخت فیونا در مجموعهٔ شرک (۲۰۰۱–۲۰۱۰) بود. فیلم‌های بعدی او شامل کمدی‌های دراماتیک در موقعیت او (۲۰۰۵) و تعطیلات (۲۰۰۶)، کمدی اکشن شوالیه و روز (۲۰۱۰)، و کمدی‌های معلم بد (۲۰۱۱) و زن دیگر (۲۰۱۴) بود. او بعد از بازی در آنی (۲۰۱۴) مدت زیادی از بازیگری فاصله گرفت.
دیاز دو کتاب در زمینهٔ سلامت نوشته است: کتاب بدن (۲۰۱۳)، که یکی از پرفروش‌ترین کتاب‌های نیویورک تایمز است و کتاب طول عمر (۲۰۱۶). زندگی شخصی‌اش در طول دوران حرفه‌ای او مورد پوشش گستردهٔ رسانه‌ها قرار گرفت که اکثراً در مورد روابط و انتخاب‌هایش در زمینه مد بود. او با بنجی مدن ازدواج کرده و آن‌ها دو فرزند دارند.

## کودکی و نوجوانی
کامرون میشل دیاز در ۳۰ اوت ۱۹۷۲ در سن دیگو، کالیفرنیا به دنیا آمد. پدرش مأمور صادرات/واردات و مادرش سرکارگر شرکت نفت یونوکال در کالیفرنیا بود. دیاز یک خواهر بزرگتر دارد. خانوادهٔ پدرش کوبایی است و نیاکان دیاز در اصل از اسپانیا به کوبا نقل مکان کرده بودند. سپس آن‌ها در ایبور سیتی در تمپا، فلوریدا ساکن شدند، و به لس آنجلس آمدند که آن‌جا پدرش متولد شد. مادر او تبار انگلیسی و آلمانی دارد.
دیاز در لانگ بیچ، کالیفرنیا بزرگ شد و در مدرسه ابتدایی لوس سریتوس، و سپس دبیرستان پلی‌تکنیک لانگ بیچ، حضور یافت؛ او در آن‌جا هم‌مدرسه‌ای اسنوپ داگ بود. دیاز در حالی که هنوز در دبیرستان مشغول به تحصیل بود، در ۱۶ سالگی با الیت مدل قرارداد مدلینگ امضا کرد و در تبلیغات کلوین کلاین و لیوایز ظاهر شد. سال بعد، در ۱۷ سالگی، او بر روی جلد ژوئیهٔ ۱۹۹۰ مجلهٔ سون‌تین قرار گرفت. دیاز همچنین به مدت دو تا سه ماه در استرالیا به مدلینگ پرداخت و در سال ۱۹۹۱ یک ویدئوی تبلیغاتی برای کوکا کولا در سیدنی فیلم‌برداری کرد.

## زندگی حرفه‌ای
کامرون دیاز از شانزده سالگی وارد شغل مانکنی شد و استعدادش او را به مجلاتی مانند مادمازل، هفده و فعالیت‌های تبلیغاتی برای شرکت‌هایی مانند کلوین کلاین و کوکا کولا کشاند. موفقیت حرفه‌ای او را به ژاپن، استرالیا، مراکش و پاریس برد. کامرون در سن ۲۱ سالگی به کالیفرنیا برگشت.
در سال ۱۹۹۴ کامرون نخستین نقش خود را در فیلم کمدی اکشن ماسک به‌دست آورد و با جیم کری روبرو شد. او نقش اصلی را بدون هیچ تجربه پیشین در این فیلم بازی کرد. پس از بازی در فیلم ماسک کامرون دیاز درخواست‌های زیادی از طرف چند فیلمساز برجسته برای بازی در فیلم‌هایشان دریافت کرد.
در پاییز سال ۲۰۰۰ او در فرشتگان چارلی ظاهر شد. پروژه بعدی او فیلم دارودسته‌های نیویورکی از مارتین اسکورسیزی بود که در برابر لئوناردو دی‌کاپریو بازی کرد.
کامرون دیاز یکی از درآمدزاترین بازیگران سینمای آمریکا بوده است.

### کناره‌گیری
کامرون دیاز کار حرفه بازیگری را از سال ۲۰۱۶ کنار گذاشت. او در اوت ۲۰۲۰ به پادکست گوئینت پالترو گفت: «با کنار گذاشتن بازیگری، به آرامش رسیدم، چون بالاخره توانستم به خودم برسم». از دید کامرون دیاز، کار زیاد و سخت، و دائم در چشم عموم بودن، بسیار دشوار بود؛ زیرا دیگر وقتی برای زندگی شخصی نداشت. با اینحال گفته که ممکن است روزی به هنرپیشگی بازگردد.

## زندگی شخصی
کامرون دیاز و جاستین تیمبرلیک رابطه خود را در سال ۲۰۰۳ میلادی آغاز کردند. در سال ۲۰۰۴ یک عکاس به‌طور مخفیانه از کامرون دیاز و جاستین تیمبرلیک در بیرون هتل عکس گرفت. دیاز و تیمبرلیک مدتی با این عکاس درگیر شدند. در این میان دیگر عکاسان توانستند دوربین را از عکاس مزبور دزدیده و آن را در اختیار مجله هفتگی آمریکا قرار دهند و تصاویر آنها در شماره فردای آن روز چاپ شد.
در ۱۵ آوریل ۲۰۰۸ پدر کامرون دیاز بر اثر بیماری سینه پهلو درگذشت.
کامرون دیاز در ۵ ژانویه ۲۰۱۵ در یک مراسم یهودی در خانه خود در بورلی هیلز با موسیقی‌دان بنجی مدن ازدواج کرد؛ با اینکه هیچ‌یک از آنها ریشه یهودی ندارند. این زوج در دسامبر ۲۰۱۹ صاحب یک فرزند دختر شدند که از طریق رحم اجاره‌ای به دنیا آمد. در مارس ۲۰۲۴ اعلام شد که این زوج دومین فرزند خود را به دنیا آورده‌اند.

## فیلم‌شناسی

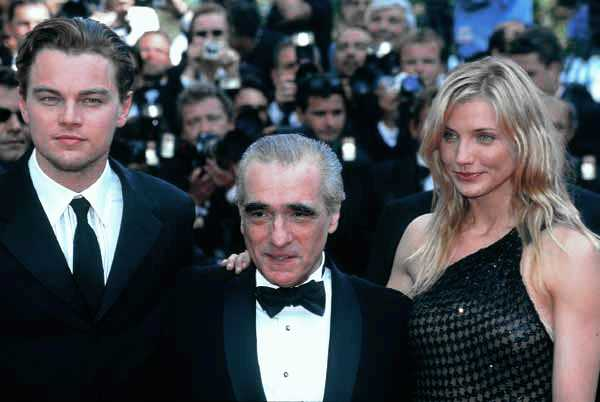
کامرون دیاز به همراه مارتین اسکورسیزی و لئوناردو دی‌کاپریو در جشنواره کن، ۲۰۰۲

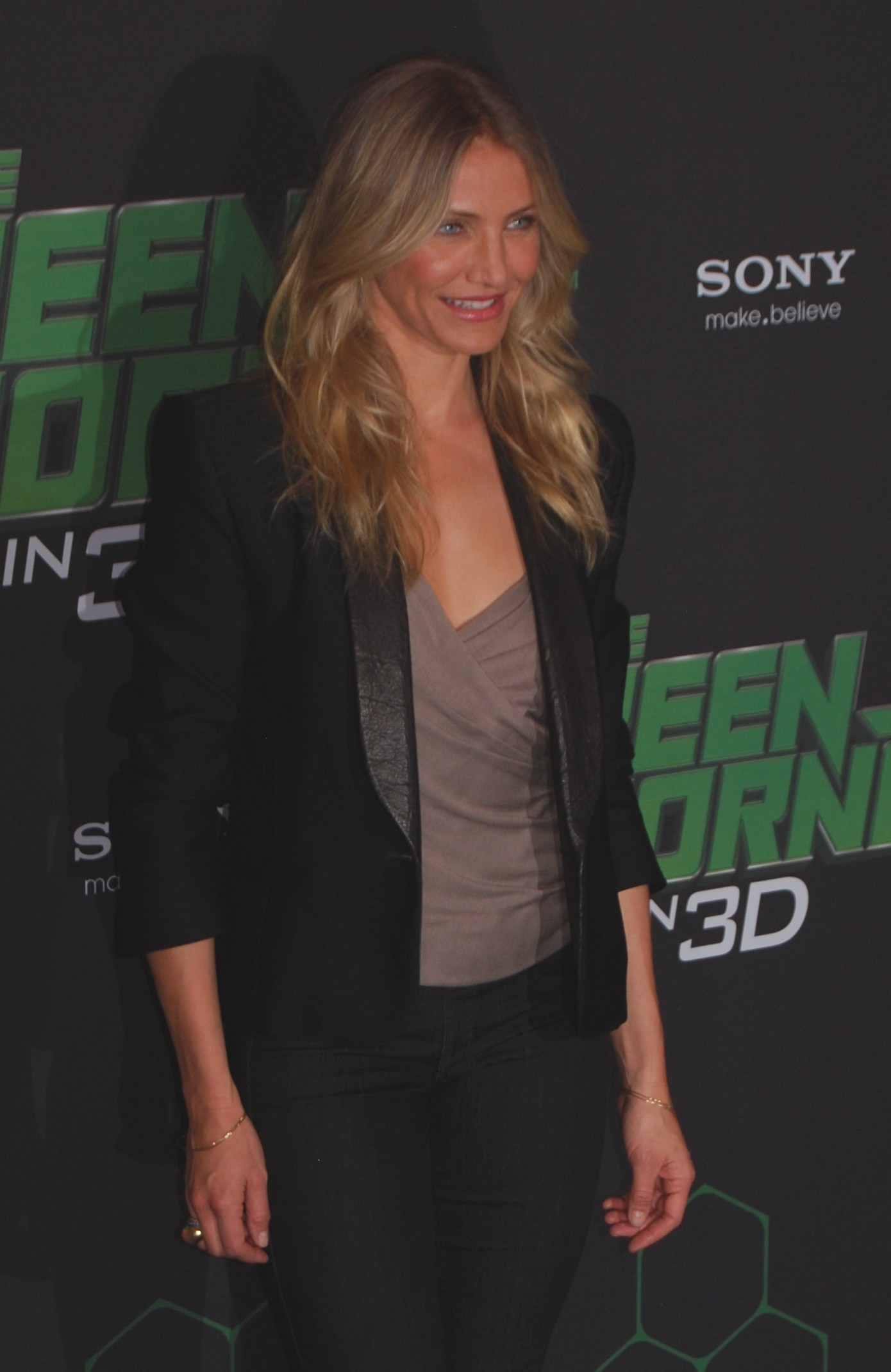
کامرون دیاز در برلین آلمان در دسامبر ۲۰۱۰

| سال       | نام فیلم                                                  | نقش                          |
| --------- | --------------------------------------------------------- | ---------------------------- |
| ۱۹۹۴      | ماسک                                                      | تینا کارلیل                  |
| ۱۹۹۵      | شام آخر                                                   | جودی                         |
| ۱۹۹۶      | او شماره یک است                                           | هدر                          |
| ۱۹۹۶      | احساس مینه‌سوتا                                            | فردی کلایتون                 |
| ۱۹۹۶      | سر بالای آب                                               | ناتالی                       |
| ۱۹۹۷      | کلیدهای تولسا                                             | ترادی                        |
| ۱۹۹۷      | عروسی بهترین دوست من                                      | کیمبرلی والیس                |
| ۱۹۹۷      | یک زندگی کمتر معمولی                                      | سلین ناوایل                  |
| ۱۹۹۸      | ترس و نفرت در لاس وگاس                                    | گوینده تلویزیون              |
| ۱۹۹۸      | مری یه جوریه                                              | ماری جنسون                   |
| ۱۹۹۸      | اوضاع خیلی بد                                             | لورا گارتی                   |
| ۱۹۹۸–۲۰۱۴ | پخش زنده شنبه شب (تلویزیونی)                              | خودش / میزبان                |
| ۱۹۹۹      | جان مالکوویچ بودن                                         | لوت شوارتز                   |
| ۱۹۹۹      | هر یکشنبه کذایی                                           | کریستینا پاگنیاچی            |
| ۲۰۰۰      | چیزهایی که فقط با نگاه کردن می‌توانید به او بگویید         | کارول فابر                   |
| ۲۰۰۰      | فرشتگان چارلی                                             | ناتالی کوک                   |
| ۲۰۰۱      | سیرک نامرئی                                               | فیت                          |
| ۲۰۰۱      | شرک                                                       | شاهدخت فیونا (صدا پیشه)      |
| ۲۰۰۱      | آسمان وانیلی                                              | جولی جیانی                   |
| ۲۰۰۲      | شیرین‌ترین چیز                                             | کریستینا والترز              |
| ۲۰۰۲      | خانه پدر من                                               | دختر                         |
| ۲۰۰۲      | تنبل‌ها                                                    | خودش                         |
| ۲۰۰۲      | گزارش اقلیت                                               | زن داخل مترو                 |
| ۲۰۰۲      | دارودسته‌های نیویورکی                                      | جنی اوردین                   |
| ۲۰۰۳      | فرشتگان چارلی: زدن به سیم آخر                             | ناتالی کوک                   |
| ۲۰۰۴      | شرک ۲                                                     | شاهدخت فیونا (صدا پیشه)      |
| ۲۰۰۴      | شرک: روح لرد فارکواد (انیمیشن کوتاه چهار بعدی) (شهر بازی) | شاهدخت فیونا (صدا پیشه)      |
| ۲۰۰۵      | در موقعیت او                                              | مگی فلر                      |
| ۲۰۰۶      | تعطیلات                                                   | آماندا وودز                  |
| ۲۰۰۷      | شرک ۳                                                     | شاهدخت فیونا (صدا پیشه)      |
| ۲۰۰۷      | تالار شرک (تلویزیونی)                                     | شاهدخت فیونا                 |
| ۲۰۰۸      | چیزی که در وگاس رخ می‌دهد                                  | جوی مکنلی فولر               |
| ۲۰۰۹      | جعبه                                                      | نورما لوئیس                  |
| ۲۰۰۹      | محافظ خواهرم                                              | سارا فیتزگرالد               |
| ۲۰۰۹      | سسمی استریت (مجموعه تلویزیونی)                            | خودش                         |
| ۲۰۱۰      | شوالیه و روز                                              | ژوئن هاونس                   |
| ۲۰۱۰      | شرک برای همیشه                                            | شاهدخت فیونا (صدا پیشه)      |
| ۲۰۱۱      | زنبور سبز                                                 | لنوره کیس                    |
| ۲۰۱۱      | معلم بد                                                   | الیزابت هالسی                |
| ۲۰۱۲      | وقتی حامله هستی باید منتظر چه چیزی باشی                   | ژولس                         |
| ۲۰۱۲      | گامبیت                                                    | پی جی پنزوسکی                |
| ۲۰۱۳      | مشاور                                                     | مالکینا                      |
| ۲۰۱۳      | ناباوران                                                  | خودش                         |
| ۲۰۱۳      | در جهان …                                                 | خودش در تریلر بازی‌های آمازون |
| ۲۰۱۴      | زن دیگر                                                   | کارلی                        |
| ۲۰۱۴      | نوار سکس                                                  | آنی هارگراو                  |
| ۲۰۱۴      | آنی                                                       | خانم هانینگان                |
| ۲۰۲۴      | بازگشت به مبارزه                                          | TBA                          |
| TBA       | اوت‌کام                                                    | TBA                          |